# کریستینا ریس یوهانسن
کریستینا ریس یوهانسن (انگلیسی: Kristina Riis-Johannessen؛ زادهٔ ۵ مارس ۱۹۹۱) اسکی‌باز آلپاین اهل نروژ است.